# Ервандашат (село)
Ервандашат (арм. Երվանդաշատ) — село в Армавирской области Армении.

## География
Село расположено в юго-западной части марза, на левом берегу реки Аракс, вблизи места впадения в неё реки Ахурян, на расстоянии 43 километров к западу-юго-западу (WSW) от города Армавира, административного центра области. Абсолютная высота — 975 метров над уровнем моря.
Климат
Климат характеризуется как семиаридный (BSk в классификации климатов Кёппена). Среднегодовая температура воздуха составляет 10,7 °C. Средняя температура самого холодного месяца (января) составляет −4,7 °С, самого жаркого месяца (июля) — 23,9 °С. Расчётная многолетняя норма атмосферных осадков — 342 мм. Наибольшее количество осадков выпадает в мае (55 мм).

## Население
| Год переписи | Население          | Население          | Население          | Население            | Население            | Население            |
| Год переписи | Наличное население | Наличное население | Наличное население | Постоянное население | Постоянное население | Постоянное население |
| Год переписи | Всего              | Мужчины            | Женщины            | Всего                | Мужчины              | Женщины              |
| ------------ | ------------------ | ------------------ | ------------------ | -------------------- | -------------------- | -------------------- |
| 2001         | 702                | 346                | 356                | 695                  | 340                  | 355                  |
| 2011         | 615                | 316                | 299                | 654                  | 338                  | 316                  |